# Teoría del consenso
Una teoría del consenso es cualquier teoría de la verdad que se refiere al concepto de consenso como parte de su concepto de verdad. Las teorías del consenso sostienen que la verdad requiere un procedimiento o acuerdo previo, o conocimiento previo de pautas, o en algunas versiones, que podría llegar a ser acordado por algún grupo específico, siendo de especial relevancia el diálogo como aprendizaje de las condiciones de «igualdad de habla».

## Variedades

### Consensus gentium
Un antiguo criterio de validación de la verdad es el consensus gentium (acuerdo del pueblo), declara que «lo que es universal entre los hombres lleva su parte de verdad» (Ferm, 64). Varias teorías del consenso se basan en variaciones de este principio. En algunos criterios, la noción de consenso universal se toma estrictamente, mientras que otros califican los términos del consenso de varias formas. Hay versiones de la teoría del consenso en las que la proporción de la población requerida para que se dé el consenso y el periodo de tiempo necesitado para declarar el contexto varían respecto a la norma clásica.

### El consenso como ideal regulador
Una teoría descriptiva es la que dice cómo son las cosas, mientras que una teoría normativa dice cómo deberían ser. Expresado en términos prácticos, una teoría normativa, más apropiadamente llamada una política, dice a los agentes como deben actuar. Una política puede ser un imperativo absoluto que diga a los agentes como deben actuar en cualquier caso o puede ser una directiva contingente que diga a los agentes como deben actuar si quieren alcanzar una meta particular. Una política se declara frecuentemente en la forma de una heurística o una máxima una norma, una regla, un eslogan. Otros nombres que puede recibir una política son recomendación y un principio regulativo.

## Críticas
Es muy difícil encontrar un filósofo que sostenga una teoría del consenso pura o, en otras palabras, un tratamiento de la verdad que esté basado en el consenso real de una comunidad real sin más calificativos. Las teorías puras del consenso son temas frecuentes de discusión, porque sirven de puntos de referencia para discutir teorías alternativas.
Una de las críticas más fuertes en el panorama de la discusión sobre filosofía política es el pensamiento de Jacques Rancière. En su libro El desacuerdo, Rancière expone que una de las condiciones para la política democrática es la existencia de disenso o desacuerdo, pues esa diferencia o tensión que produce diálogo es la manera en que construimos la propia comunidad. En palabras de Rancière: «El desacuerdo no es el conflicto entre quien dice blanco y quien dice negro. Es el existente entre quien dice blanco y quien dice blanco pero no entiende lo mismo o no entiende que el otro dice lo mismo con el nombre de la blancura.»